# Sergiusz (Telich)
Sergiusz, imię świeckie Oleg Andriejewicz Telich (ur. 24 listopada 1966 w Doniecku) – biskup Estońskiego Kościoła Prawosławnego.

## Życiorys
Ukończył Wyższą Wojskową Szkołę Inżynieryjno-Budowlaną w Leningradzie w 1988. W latach 1988–1990 był starszym inżynierem morskiej służby inżynieryjnej w Ostrowie. W 1990 został skierowany do służby w Paldiski, zaś w 1994 przeniósł się do Tallinna. Trzy lata wcześniej przyjął w tamtejszym soborze św. Aleksandra Newskiego chrzest.
W latach 2009–2015 uczył się w trybie zaocznym w seminarium duchownym w Moskwie. W 2009 został wyświęcony na diakona przez metropolitę Tallinna i całej Estonii Korneliusza. Rok później otrzymał święcenia kapłańskie i został skierowany do parafii św. Mikołaja w Tallinnie. W 2011 złożył wieczyste śluby mnisze przed namiestnikiem monasteru Pskowsko-Pieczerskiego archimandrytą Tichonem, przyjmując imię zakonne Sergiusz na cześć świętego kapłana-męczennika Sergiusza z Rakvere. Służył odtąd w soborze św. Aleksandra Newskiego w Tallinnie, kierując równocześnie kancelarią metropolity Tallinna i całej Estonii. 
27 grudnia 2016 został nominowany na biskupa pomocniczego eparchii tallińskiej z tytułem biskupa Maardu. W związku z tą nominacją otrzymał dzień później godność archimandryty. Jego chirotonia biskupia odbyła się 5 lutego 2017 w soborze Chrystusa Zbawiciela w Moskwie pod przewodnictwem patriarchy moskiewskiego i całej Rusi Cyryla.